# Cristalli di ghiaccio

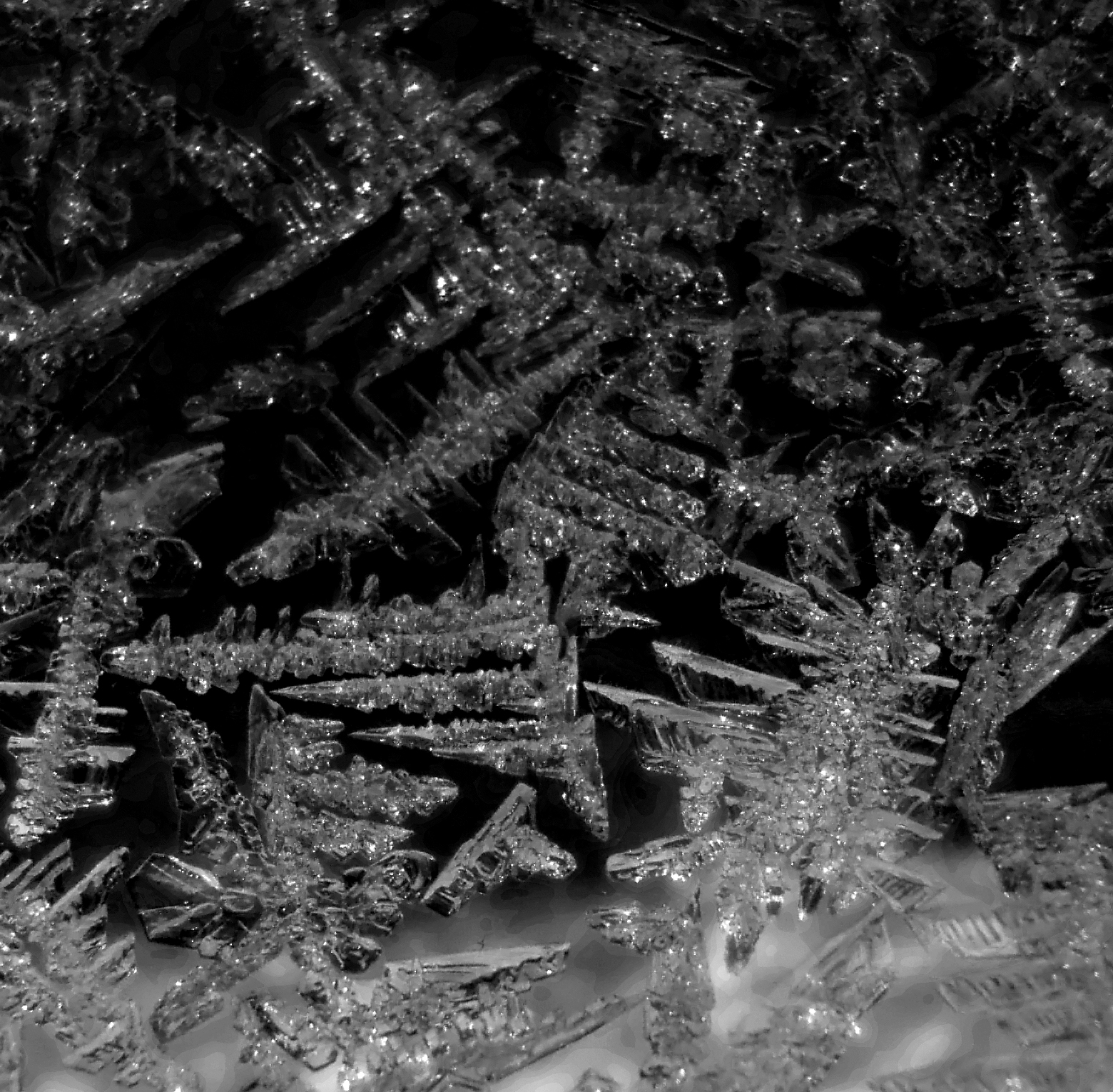
Cristalli di ghiaccio

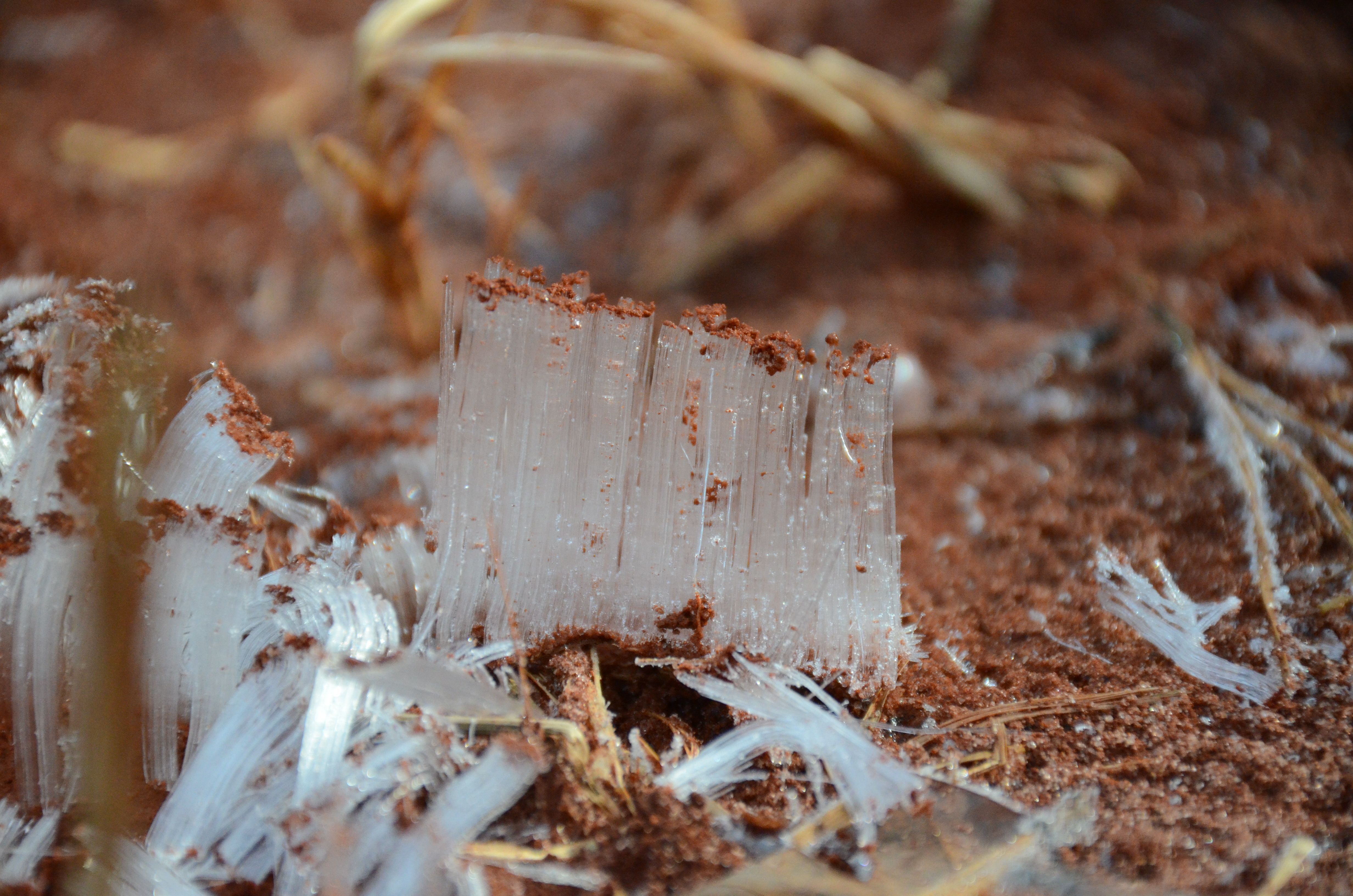
Aghi di ghiaccio

Con la transizione di fase dallo stato liquido a quello solido, l'acqua tende a configurarsi in cristalli di ghiaccio, vale a dire in formazioni la cui struttura spaziale mostra una disposizione ordinata, rigida e regolare, osservabile a varie scale dimensionali.

## Descrizione
A livello molecolare, l'acqua in fase solida (ghiaccio) può assumere una vasta gamma di forme, sia stabili sia metastabili, cristalline o amorfe, con una varietà e ampiezza che non si riscontra in nessun altro materiale. Si conoscono circa una ventina di forme assunte dall'acqua nel processo di cristallizzazione, delle quali solo due si osservano nelle condizioni ambientali della biosfera (una delle quali, quella a simmetria esagonale, risulta la forma dominante e quasi esclusiva, se si eccettuano occasionali eccezioni in alta atmosfera), mentre tutte le altre sono ottenute in particolari condizioni create in laboratorio.
Si è anche ipotizzata l'esistenza di ulteriori forme cristalline che, sebbene non osservate in natura né prodotte in laboratorio, sono ritenute possibili (o, almeno, non impossibili) sulla base dei risultati di simulazioni al computer tramite modelli matematici molecolari. L'utilità pratica di tali forme di ghiaccio dipende, ovviamente, dal confronto con i dati sperimentali e dalla loro effettiva ottenibilità in laboratorio.
Tra gli stati cristallini ipotetici e immaginati, ve n'è anche uno che ha sola consistenza letteraria, il Ghiaccio-nove (da non confondere con lo stato fisico, realmente esistente, del ghiaccio IX), un espediente narrativo creato da Kurt Vonnegut, la cui eventuale fattibilità in laboratorio, esclusa dagli studiosi, potrebbe metterebbe in mano a un ipotetico scienziato pazzo il potere di distruggere tutta l'antroposfera, ghiacciandola per intero.
Su scale macroscopica, numerose sono le forme osservabili negli ecosistemi terrestri, spesso connotate da affascinanti simmetrie (com'è il caso, ad esempio, delle geometrie frattali dei fiocchi di neve): tra queste forme macroscopiche vi sono le colonne esagonali, le placche esagonali, le dendriti cristalline, gli aghi, e la polvere di diamante. L'interazione dei cristalli di ghiaccio con la radiazione elettromagnetica nell'atmosfera è all'origine di particolari fenomeni ottici conosciuti e indagati fin dall'antichità.

## Formazione

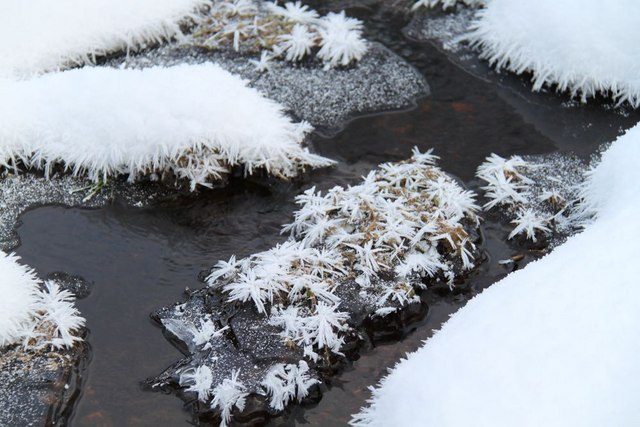
Fiori di ghiaccio

### Cristallogenesi
La strutturazione in forme ad alta simmetria è dovuta all'accrescimento dei cristalli di ghiaccio per deposizione di vapore acqueo su cristalli di ghiaccio (nello specifico, si tratta di deposizione diretta). A seconda dei livelli di umidità e di temperatura ambiente, i cristalli di ghiaccio si possono sviluppare dalla originaria configurazione esagonale fino ad assumere numerose forme simmetriche, come colonne, aghi, placche, dendriti, che conservano una traccia più o meno marcata dell'originaria simmetria esagonale.
Se, durante questo processo, un cristallo si sposta in un luogo diverso (ad esempio, spostandosi all'interno di una nuvola), dove incontra mutate condizioni di microclima ambientale (o, pur in assenza di spostamento, le condizioni esterne presenti nel luogo mutano nel tempo), il modello di accrezione può cambiare in maniera imprevedibile: può succedere, così, che il risultato finale può essere un cristallo con mescolanza di schemi. Un esempio è fornito dalle colonne incappucciate.

#### Ghiaccio minimale
Il numero minimo di molecole necessarie a formare un cristallo di ghiaccio è stato stimato per la prima volta nel 2012 da ricercatori del Max-Planck-Institut per la chimica fisica di Gottinga e dell'Università di chimica e tecnologia di Praga. Con la spettrometria di massa sono stati esaminati nano-aggregati di tipo (H2O)n, individuando con precisione quelli contenenti da 85 fino a 475 molecole (precedenti studi avevano ristretto l'intervallo della transizione a un range tra 100 e 1000 molecole); indagando la formazione di stati legati di un cristallo (segnalata da una distinta banda di assorbimento alla spettroscopia infrarossa), si è scoperto che la formazione di una struttura di tipo cristallino richiede l'aggregazione di un numero di almeno 275 (± 25) molecole d'acqua.

## Geometria

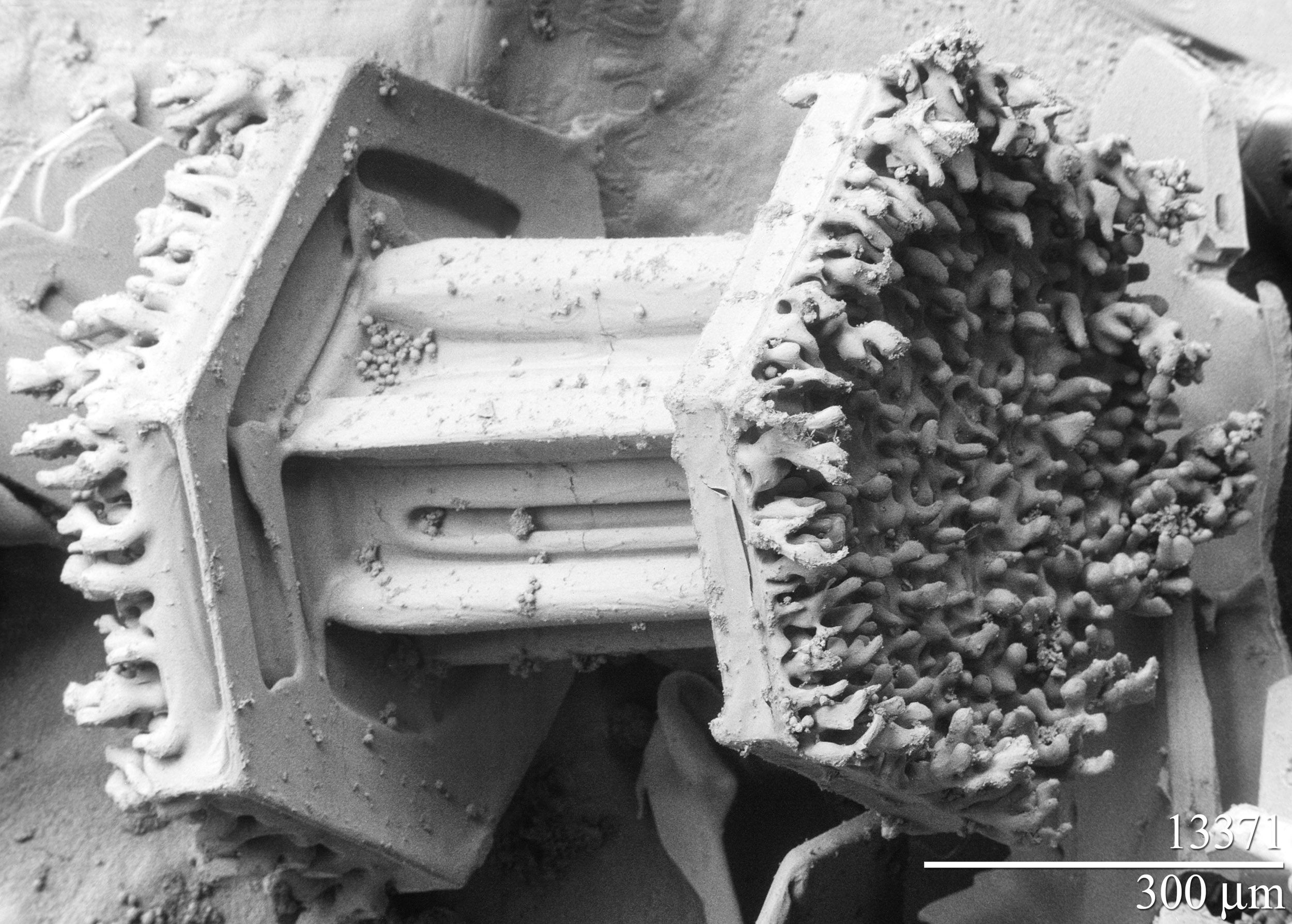
"Colonne incappucciate" con deposito di "schiuma" agli estremi (calabrosa)

Le molecole d'acqua presentano una semplice struttura a V, con i due atomi di idrogeno disposti a formare un angolo di circa 105° rispetto al vertice occupato dall'unico atomo di ossigeno. Sono proprio i legami a idrogeno che si instaurano tra le molecole a dar vita al comportamento macroscopico dell'acqua, con quegli esiti di particolare complessità che si manifestano sia nella fase liquida sia nella fase solida: in quest'ultimo caso, si spazia da varie condizioni amorfe a vari stati cristallini; molto conosciute sono le affascinanti geometrie frattali dei fiocchi di neve. La complessa struttura ramificata di questi ultimi conserva l'evidente riflesso di un'originaria simmetria a reticolo esagonale. La forma a simmetria esagonale, detta Ghiaccio Ih, risulta quella dominante sulla superficie terrestre in condizioni ambientali normali, mentre, a volte, nelle condizioni di temperature più estreme dell'alta atmosfera può incontrarsi la sua variante cubica metastabile, detta Ghiaccio Ic, che si forma a temperature tra 130 e 220 K (−140 e −50 °C), ma che può esistere fino a 240 K, per poi trasformarsi nell'ordinaria forma di Ghiaccio Ih, dominante nella biosfera.

### Classificazione delle varietà di forme in fase solida
Oltre alle forme amorfe e alle due cristalline già citate, rinvenibili in condizioni terrestri più o meno ordinarie, l'acqua in fase solida si presenta anche in varie altre forme, ottenute tramite procedimenti di laboratorio in cui vengono riprodotte condizioni ambientali artificiali molto più estreme in termini di temperatura e pressione. 
Il totale delle forme solide conosciute assomma a oltre 21, con tre fasi amorfe e almeno 18 cristalline.
| Fase                                                   | Caratteristiche fisiche |
| ------------------------------------------------------ | --- |
| Ghiaccio amorfo                                        | Il ghiaccio amorfo è privo di struttura cristallina. Esiste in tre forme: - ghiaccio amorfo a bassa densità (LDA), formato a pressioni uguale o inferiore a quella atmosferica al di sotto di questa. Si forma per raffreddamento estremamente rapido di acqua liquida ("acqua vetrosa sopraffusa", HGW), mediante deposito del vapore acqueo su substrati molto freddi ("acqua solida amorfa", ASW), o mediante riscaldamento, a pressione ambiente, di forme di ghiaccio ad alta densità (LDA); - ad alta densità (HDA) o ad altissima densità (VHDA), che si formano a pressioni più elevate. |
| Ghiaccio Ih (o esagonale)                              | Normale ghiaccio cristallino esagonale, una tipologia che esaurisce quasi tutto il ghiaccio presente della biosfera (con la sola eccezione di piccole quantità di ghiaccio cubico Ic che è possibile che si formino, a volte, in particolari condizioni, in alta atmosfera. |
| Ghiaccio Ic (polimorfo cristallino cubico metastabile) | Variante cristallina cubica metastabile, in cui la disposizione degli atomi di ossigeno assume una configurazione simile a quella degli atomi di carbonio nel reticolo del diamante. Si produce a temperature tra 130 e 220 K (−140 e −50 °C) e può esistere fino a 240 K, quando si trasforma nell'ordinario ghiaccio Ih. Può essere presente, occasionalmente, nell'atmosfera superiore (eterosfera). |
| Ghiaccio Isd                                           | Ha una struttura metastabile in cui si alternano strati di ghiaccio esagonale e cubico. Si ritiene che questa struttura giochi un ruolo significativo nelle strutture cubiche in cui si rinvengono spesso piani cubici in modo casuale. Descritto per la prima volta nel 2000, lo si ritrova in molte tipologie di nuvole, tra cui i cirri dell'alta troposfera e le scie di condensazione lasciate dagli aerei a reazione. |
| Ghiaccio II                                            | Una forma cristallina romboedrica con struttura estremamente ordinata. Si forma dal ghiaccio Ih, comprimendolo alla temperatura di 190–210 K. Quando è riscaldato, subisce la trasformazione in ghiaccio III. |
| Ghiaccio III                                           | Un ghiaccio cristallino tetragonale, formato raffreddando l'acqua fino a 250 K a 300 MPa. Più denso dell'acqua, il ghiaccio III è la meno densa delle fasi ad alta pressione. |
| Ghiaccio IV                                            | Una fase romboedrica metastabile. Si può formare dal ghiaccio amorfo ad alta densità riscaldando lentamente a una pressione di 810 MPa. Non si forma con facilità senza un agente nucleante a favorire la nucleazione. |
| Ghiaccio V                                             | Una fase cristallina monoclina che si forma raffreddando l'acqua a 253 K a 500 MPa. Rappresenta la struttura più complessa di tutte le fasi. |
| Ghiaccio VI                                            | Una fase cristallina tetragonale, raggiunta raffreddando l'acqua a 270 K a 1,1 GPa. Esibisce il comportamento fisico noto rilassamento di Debye. |
| Ghiaccio VII                                           | Fase cubica. Le posizioni degli atomi di idrogeno sono disordinate. Al pari del Ghiaccio VI, esibisce il rilassamento di Debye. I legami a idrogeno formano due reticoli interpenetranti. La sua esistenza allo stato naturale è stata dimostrata nel 2018, quando Ghiaccio VII è stato individuato all'interno di inclusioni osservate in diamanti naturali. Si presume che il Ghiaccio VII si sia formato quando l'acqua intrappolata all'interno dei diamanti ha conservato l'alta pressione del profondo mantello a causa della forza e della rigidità del reticolo cristallino del diamante, ma si sia raffreddata fino a temperature della superficie terrestre, circostanze che hanno creato l'ambiente favorevole in termini di elevatissima pressione, ma senza le altissime temperature del mantello. Prima di questa scoperta, gli scienziati ne ipotizzavano l'esistenza sul fondale oceanico di Europa o di pianeti extrasolari come Gliese 436 b e Gliese 1214 b, che sono fatti in gran parte di acqua La scoperta della sua presenza in natura ha spinto l'Associazione Mineralogica Internazionale a classificare ghiaccio VII come un vero e proprio minerale a sé stante |
| Ghiaccio VIII                                          | Una versione più ordinata del ghiaccio VII, nella quale gli atomi di idrogeno assumono posizioni fisse. Viene formato raffreddando il ghiaccio VII al di sotto di 5 °C (278 K). |
| Ghiaccio IX                                            | Una fase tetragonale che viene formata raffreddando il ghiaccio III, in modo graduale, da 208 K a 165 K. È stabile sotto i 140 K e a pressioni fra 200 MPa e 400 MPa. Ha una densità di 1,16 g/cm³, un po' più elevata del ghiaccio comune e dell'acqua. |
| Ghiaccio X                                             | Ghiaccio simmetrico con protoni ordinati. Si forma a circa 70 K. |
| Ghiaccio XI                                            | Una forma di ghiaccio esagonale ortorombica, in equilibrio a bassa temperatura. È ferroelettrico. Il ghiaccio XI è considerato la configurazione più stabile del ghiaccio Ih. Il processo di trasformazione naturale è molto lento ed è stato trovato ghiaccio XI nel ghiaccio antartico vecchio da 100 a 10.000 anni. Quello studio indicava che la temperatura al di sotto della quale il ghiaccio XI si forma è −36 °C (240 K). |
| Ghiaccio XII                                           | Una fase cristallina tetragonale, metastabile, densa. Si osserva nello spazio di fase del ghiaccio V e del ghiaccio VI. Può essere preparato riscaldando il ghiaccio amorfo ad alta densità da 77 K a circa 183 K a 810 MPa. Ha una densità di 1,3 g cm−3 a 127 K (cioè, all'incirca 1,3 volte più denso dell'acqua). |
| Ghiaccio XIII                                          | Una fase cristallina monoclina. Formato raffreddando l'acqua al di sotto di 130 K a 500 MPa. La forma con i protoni ordinati del ghiaccio V. |
| Ghiaccio XIV                                           | Con una fase cristallina ortorombica, è la forma del ghiaccio XII con i protoni ordinati. Si ottiene sotto 118 K a 1,2 GPa. |
| Ghiaccio XV                                            | La forma del ghiaccio VI con i protoni ordinati, ottenuta raffreddando l'acqua intorno a 80–108 K ala pressione di 1,1 GPa. |
| Ghiaccio XVI                                           | Si forma dal neon idrato (un clatrato idrato con topologia sII) mantenuto in camera a vuoto per cinque giorni, in modo da rimuovere tutti gli atomi di neon. Con una densità di 0,81 grammi per centimetro cubo, è la meno densa tra tutte le fasi solide conosciute dell'acqua per via sperimentale e si ritiene possa essere la fase stabile dell'acqua a basse temperature e a pressione negativa, ma collassa e si decompone a 145 K. |
| Ghiaccio XVII                                          | Ghiaccio poroso in grado di assorbire e desorbire ripetutamente alcuni gas, tra cui l'azoto e l'idrogeno (quest'ultimo in ragione di una molecola di idrogeno ogni 2 di acqua, pari al 50% in proporzione e corrispondente al 5% in relazione al peso dell'acqua), anche a bassa pressione, senza modificare la sua struttura. È ottenuto ad alte pressione ed è stabile a temperatura ambiente e a temperature inferiori a -153 °C. |
| Ghiaccio XVIII                                         | Appartiene a una fase esotica chiamata ghiaccio superionico (o acqua superionica), ed è una forma cristallina assai peculiare, in cui (a differenza delle altre varietà) le molecole d'acqua non sono conservate. Infatti, sono gli ioni negativi di ossigeno (O2 a sviluppare una struttura cristallina (a reticolo cubico), nella quale i protoni (ioni negativi di idrogeno, o H-) sono liberi di muoversi come un liquido. Teorizzata nel 1999 dal SISSA “Abdus Salam” International Centre for Theoretical Physics (ICTP) di Trieste, l'esistenza di questa forma esotica ha ricevuto conferma sperimentale nel 2019 presso il Laboratory for Laser Energetics di Brighton (Stato di New York, negli Stati Uniti). |
| Ghiaccio XIX                                           | Altra forma, a protoni ordinati, di ghiaccio VI, creata mediante raffreddamento intorno a 100 K a pressioni di circa 2 GPa |
| Ghiaccio XX                                            | È un’ulteriore fase cristallina superionica che è stata proposta a seguito di esperimenti che hanno messo in campo tecniche combinate: l’acqua, racchiusa in una cella a incudine di diamante, è stata sottoposta a pressioni estreme (fino a 150 GPa) e scaldata ad altissime temperature (6500 K) mediante laser e poi analizzata con tecniche di diffrazione a raggi X (mediante fasci ottenuti da sincrotrone fatti passare attraverso la cella di diamante) e con tecniche di spettroscopia ottica nel visibile. Anche in tale variante esotica viene perduta l’integrità molecolare dell’acqua: gli atomi di ossigeno si dispongono a formare un ampio reticolo cristallino cubico centrato sul corpo degli atomi stessi (body-centerd crystal, in sigla bcc), all’interno del quale può scorrere liberamente il fluido super-ionico formato da protoni (ioni positivi di idrogeno, o H+) |
| Ghiaccio quadrato                                      | Forma cristallina assunta a temperatura ambiente grazie alle enormi pressioni (≈1 GPa) dovute al confinamento tra due foglietti a singolo strato di grafene. Il sottilissimo cristallo di ghiaccio quasi bidimensionale (poche molecole sovrapposte) con gli atomi di idrogeno e ossigeno in una griglia a scacchiera è stato osservato per la prima volta nel 2015 tramite Microscopio elettronico a trasmissione (TEM). |
| Ghiacci simulati al computer                           | Si possono raggruppare sotto questa classe le tante configurazioni cristalline metastabili dell'acqua in fase solida che, sebbene mai osservate in natura né ottenute in condizioni di laboratorio, sono ammissibili in via teorica sulla base di modelli molecolari in cui sia soddisfatta le tetraedralità del legame idrogeno della molecola d'acqua e siano rispettate le cosiddette "regole (o leggi) del ghiaccio" (ice rules, o Bernal–Fowler rules, dai nomi di John Desmond Bernal e Ralph Howard Fowler, i fisici britannici che le enunciarono nel 1933). Tra questi "ghiacci teorici" vi è il cosiddetto "ghiaccio 0", che esibisce una struttura tetragonale ed è stato proposto come struttura di transizione che si formerebbe durante la cristallizzazione del Ghiaccio Ic e del Ghiaccio Ih a partire da acqua sopraffusa (superraffreddata). La struttura del ghiaccio 0 contiene dei cluster dodecaedrali costituite da tre pentameri (H2O)11 del tipo che si ritiene nell'acqua sopraffusa e nel cluster icosaedrico in configurazione ES (Expanded Structure). Un altro modello molecolare di ghiaccio proveniente da simulazioni matematiche al computer è stato proposto come stadio metastabile intermedio nel processo di cristallizzazione del ghiaccio VII alla pressione di 10 GPa e a temperature di 425 K. Non si può apprezzare l'importanza pratica che possono avere questi "stati teorici" nel mondo reale, finché non saranno ottenuti in laboratorio. |

### Simmetrie

#### Simmetria esagonale

Simmetria esagonale

Da un punto di vista fondamentale, pur nelle innumerevoli forme che essi possono assumere, i cristalli di ghiaccio esibiscono, in genere, un modello di simmetria esagonale. Per questo motivo, le strutture cristalline generate dall'accrescimento di un cristallo iniziale tendono a conservare uno spiccato grado di simmetria, derivata da quella esagonale. 
L'asse di simmetria principale di un singolo cristallo di ghiaccio (asse c) è perpendicolare all'asse della simmetria esagonale. I piani perpendicolari a quest'asse sono piani detti basali e presentano una sezione esagonale.

#### Simmetria trigonale e cubica

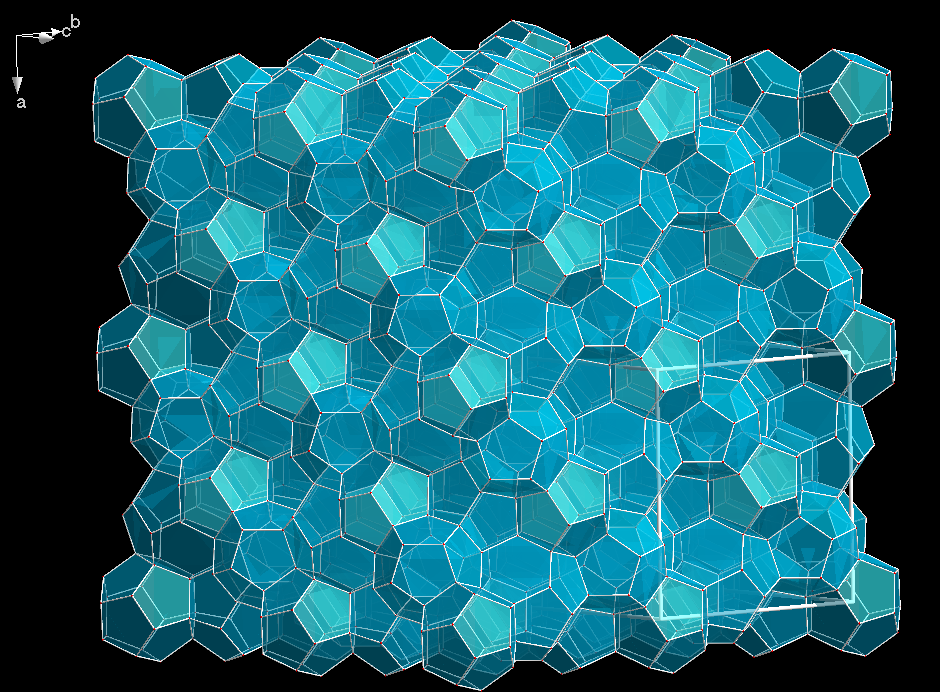
Ghiaccio XVI (topologia sII)

In vari altri casi, si osservano cristalli con simmetria trigonale, una forma che suggerisce l'effetto di una simmetria cubica.
A tale ultimo proposito è noto, ad esempio, che quando l'acqua si raccoglie in piccolissimi cluster di sole 8 molecole essa dà vita a una struttura cubica. Per tale motivo non è giunta del tutto inaspettata, nel 2015, l'osservazione, in precise condizioni sperimentali, di fenomeni analoghi di strutturazione cubica, ma su scala spaziale molto più ampia, in cui, grazie al confinamento idrofobico tra strati di grafene, è stato possibile riprodurre, a temperatura ambiente, cristalli con simmetria cubica di dimensioni ben superiori a quelle dei cluster di otto molecole.

##### Ghiaccio quadrato (confinamento idrofobico tra due monostrati grafenici)
Un'équipe formata da ricercatori dell'Università di Manchester, guidati da Andrej Gejm (Premio Nobel per la fisica nel 2010 per gli studi sul grafene), e dell'Università di Ulma, ha scoperto che una goccia d'acqua a temperatura ambiente, confinata tra due reticoli singoli di grafene avvicinati a distanza di 1 nanometro, dà vita a un sottilissimo cristallo di ghiaccio quasi bidimensionale (dello spessore di poche molecole sovrapposte) in cui gli atomi di idrogeno e ossigeno si legano in una griglia che segue un rigido schema ortogonale a scacchiera (osservabile con Microscopio elettronico a trasmissione (TEM)). Tale formazione solida, che si può ottenere a temperatura ambiente, si deve all'effetto di schiacciamento dovuto alle sole enormi pressioni (≈1 GPa, 10.000 volte superiori a quella atmosferica) indotte dalle intense forze di van der Waals che si sviluppano tra gli atomi di carbonio dei due fogli sovrapposti del wafer di grafene e acqua.
Nel cristallo così formato, a struttura quasi bidimensionale, l'ordinaria forma a V delle molecole d'acqua (con angolo a 105° circa) viene distorta e costretta ad assumere un angolo retto. Nei 2 o 3 strati che si creano in questo modo, gli atomi di ossigeno e idrogeno di uno strato sovrapposto si trovano in corrispondenza degli omologhi dello strato inferiore.

### Morfologia

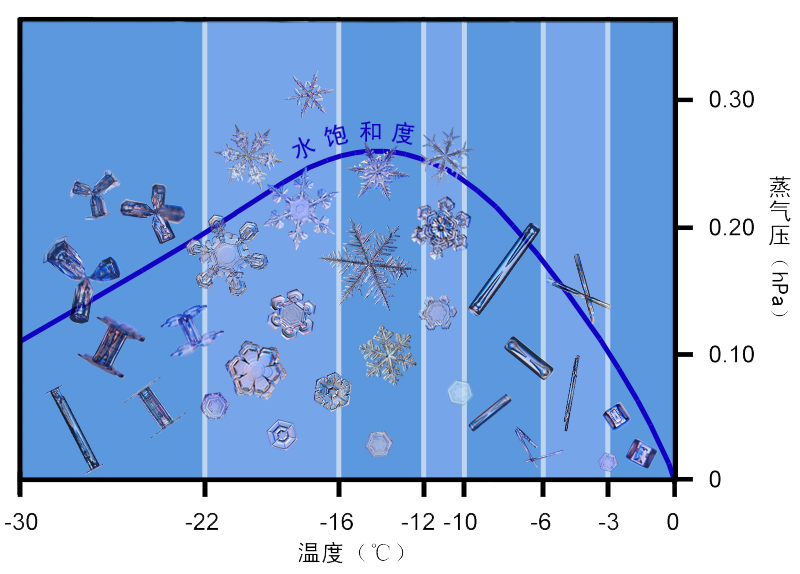
Forme preferenziali in funzione di temperatura e livello di soprasaturazione.

Nonostante la forma iniziale del germe di ghiaccio, in condizioni naturali non estreme, sia sempre esagonale, le modalità del processo di accrescimento, e le forme finali che si possono raggiungere, dipendono delle diverse e mutevoli condizioni ambientali, queste ultime variabili sia nello spazio sia nel tempo di formazione, con importanti conseguenze morfologiche: nello specifico, gli stati finali sono influenzati dal grado di soprasaturazione dell'aria circostante (un parametro, che, in definitiva, è legato ai livelli di temperatura e umidità ambiente). Le diverse condizioni esterne danno vita, a partire da uno stesso germe simmetrico, a forme molto variabili e differenziate.
Le principali morfologie sono tre: quelle dette stelle (o dendriti), esemplificate dal classico fiocco di neve, le forme piane (placchette o dischi), e le forme allungate e aghiformi (dette aghi di ghiaccio, colonne, o prismi, a seconda del rapporto lunghezza/larghezza).

#### Aghi e colonne

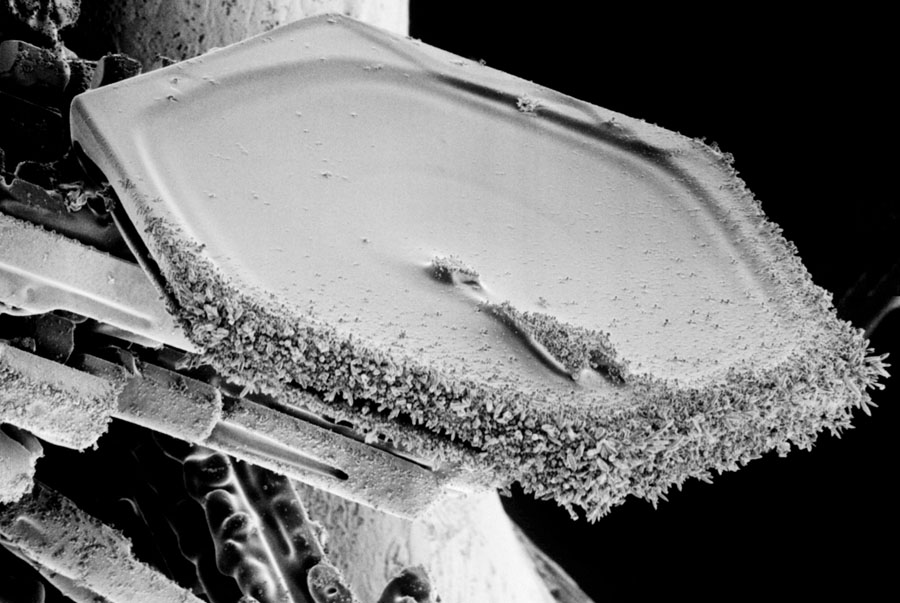
Placca esagonale

Le forme allungate sono sostanzialmente dei prismi esagonali il cui accrescimento avviene in corrispondenza delle estremità (le due basi del prisma). Le due estremità di accrescimento si presentano concave o convesse ma non piane. In genere, la lunghezza supera di otto volte la larghezza. Le forme meno allungate vengono dette colonne o prismi.

#### Placchette (o dischi)
Si dicono placchette, o dischi, le forme dei prismi esagonali quando: 
- (a differenza delle colonne) la larghezza è superiore alla lunghezza[41];
- lo spessore della placchetta (altezza del prisma) non supera i 10-20 millesimi di millimetro[41].

L'accrescimento dei dischi esagonali avviene in maniera perimetrica

#### Stelle (o dendriti)

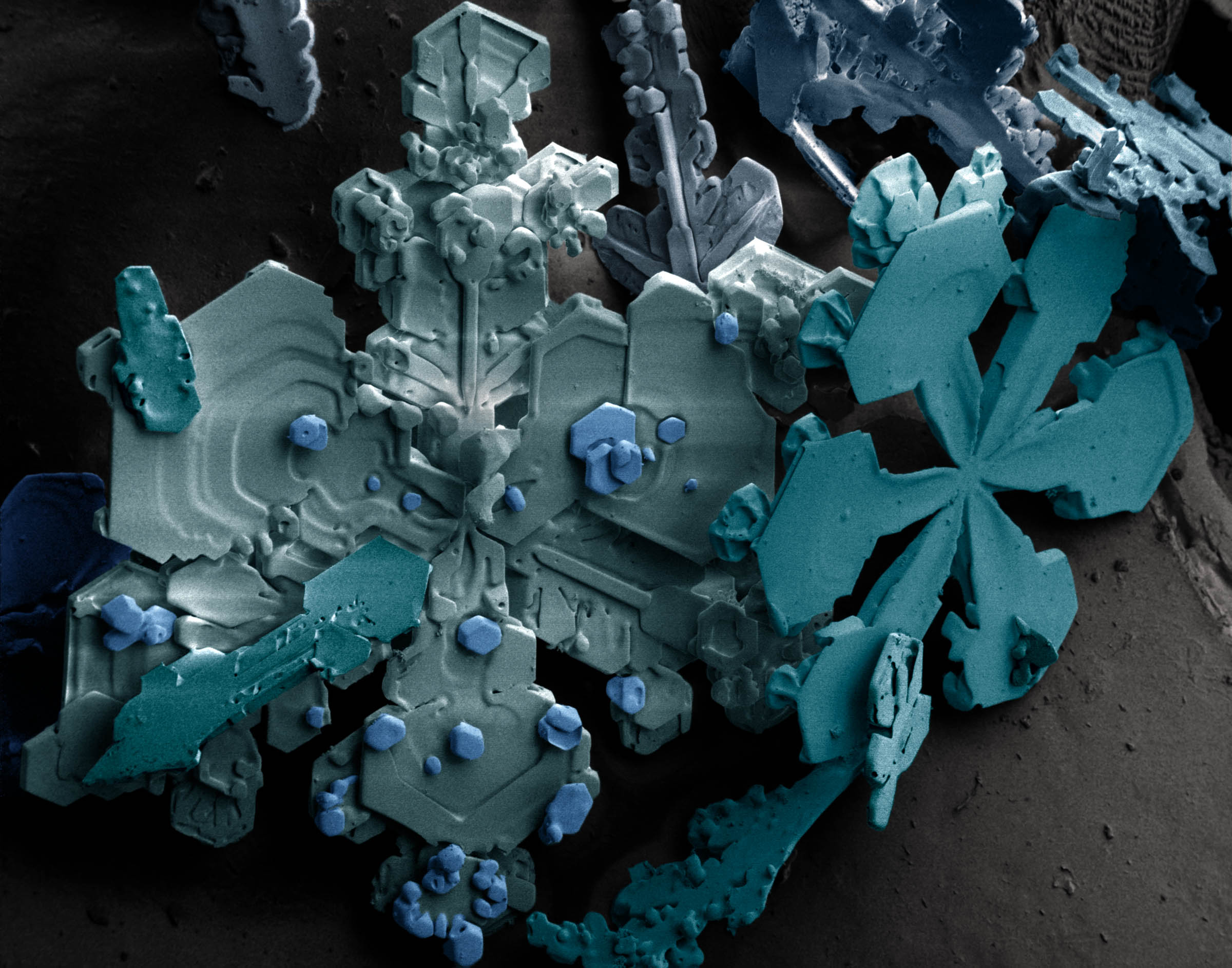
Formazioni dendritiche in un'immagine a falsi colori ottenuta da un Fiocco di neve con microscopio elettronico a scansione.

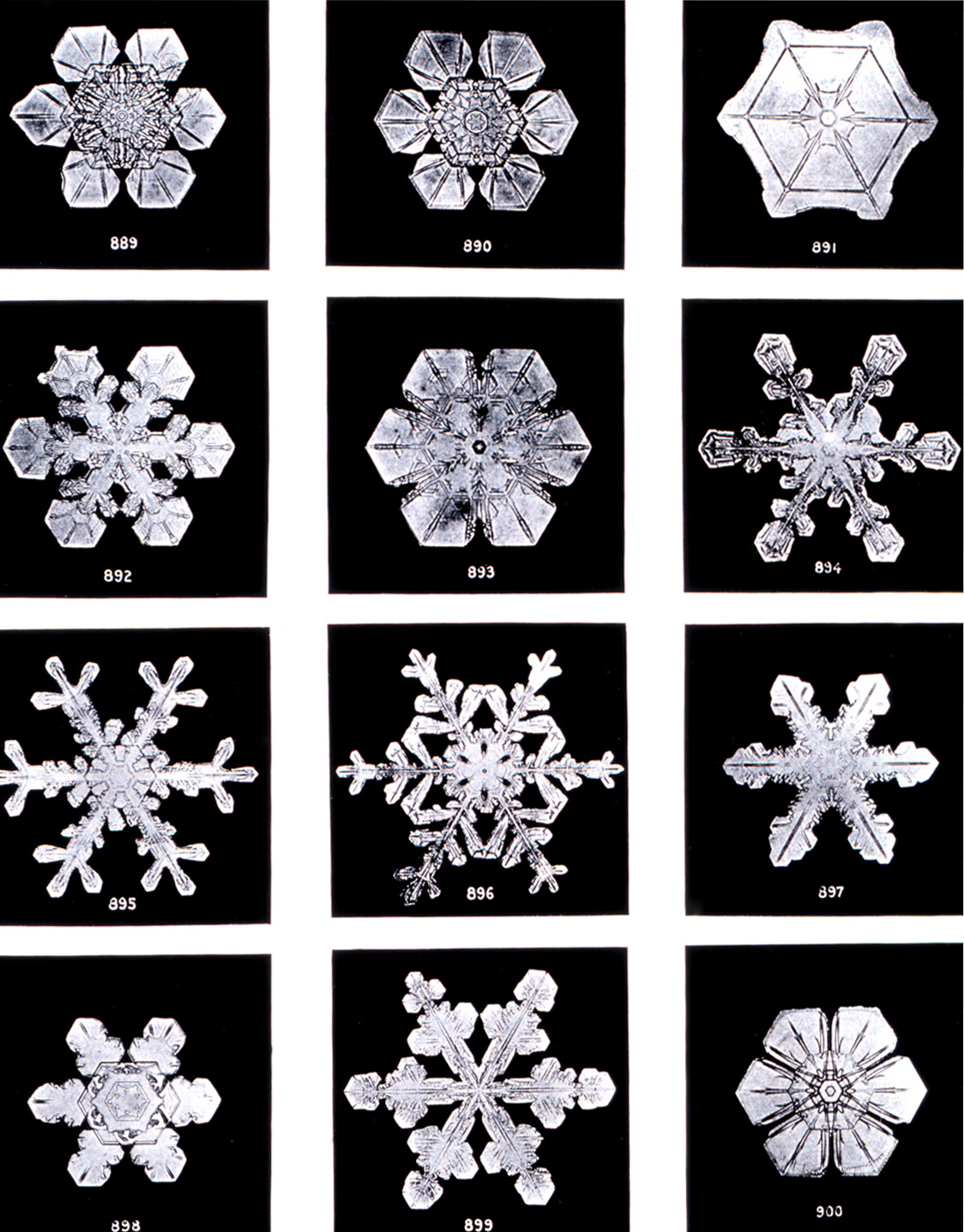
Varietà di forme ad elevata simmetria (foto di Wilson Bentley)

Quelle radiocentriche sono le forme più conosciute e spettacolari dei cristalli di ghiaccio, quelle assunte dai classici fiocchi di neve. Dall'originaria forma esagonale, il cristallo si accresce lungo sei diramazioni (dendriti) che possono far raggiungere al cristallo anche dimensioni ragguardevoli, con diametri fino a 4 millimetri. La presenza di sei propaggini è, quindi, la conseguenza macroscopica della simmetria originaria del seme cristallino, a sua volta conseguenza della simmetria esagonale dei legami tra le molecole d'acqua che costituiscono il cristallo di ghiaccio
All'interno di questo pattern a sei ramificazioni, i fiocchi di neve assumono un'eccezionale varietà di complesse forme individuali determinate delle diverse e mutevoli condizioni esterne a cui ciascuno di essi è stato sottoposto durante la formazione.
Questa estrema variabilità sembra in contrasto con l'eccezionale simmetria interna suggerita dalle immagini di fiocchi di neve comunemente pubblicate. L'elevatissimo grado di simmetria delle sei propaggini è dovuto al fatto che le forme assunte da ciascun braccio durante l'accrescimento sono determinate dalle condizioni esterne, umidità temperatura, velocità di accrescimento, e dalla loro variazione nel tempo, tutti parametri che non possono variare molto sulla scala spaziale dell'ordine di grandezza di un fiocco di neve in formazione: anche le variazioni temporali di condizioni esterne sono le stesse su tutte e sei le diramazioni.
Tuttavia la pretesa di una loro perfetta e assoluta simmetria non corrisponde ad alcuna realtà fisica: infatti, all'interno di un vastissimo orizzonte di variabilità, nessun fenomeno fisico può costringere l'accrescimento dei sei raggi a "sintonizzarsi" tra di loro: la simmetria che si tende ad accordare ai fiocchi di neve è un'errata opinione comune dovuta a un meccanismo di selezione operato sulle immagini. I fiocchi meglio riusciti, con una perfetta simmetria interna, sono quelli predominanti nelle illustrazioni perché più eleganti e appaganti dal punto di vista estetico, pur essendo solo una piccola minoranza rispetto a quelli irregolari.

#### Dipendenza della forma finale dalle condizioni ambientali
All'interno delle nubi, temperatura più o meno basse influenzano la direzione assunta dall'accrescimento e la tipologia della forma finale. Temperature basse favoriscono l'accrescimento laterale, mentre temperature ancora più basse, unite a livelli elevati di soprasaturazione, determinano l'evoluzione dell'accrescimento laterale in forme ramificate (dendriti).
Da un punto di vista quantitativo Con temperature tra i -6 e i -10, il processo di accrescimento dà luogo a forme allungate (aghi, prismi), mentre con temperature di circa -12 gradi centigradi, il processo di cristallizzazione si sviluppa in forme piane (placche). A temperature ancora inferiori, tra i -13 e -18, l'espansione in forme piane diventa instabile ed evolve in forme dendritiche (stelle).

## Fenomeni legati alla sospensione di cristalli in atmosfera

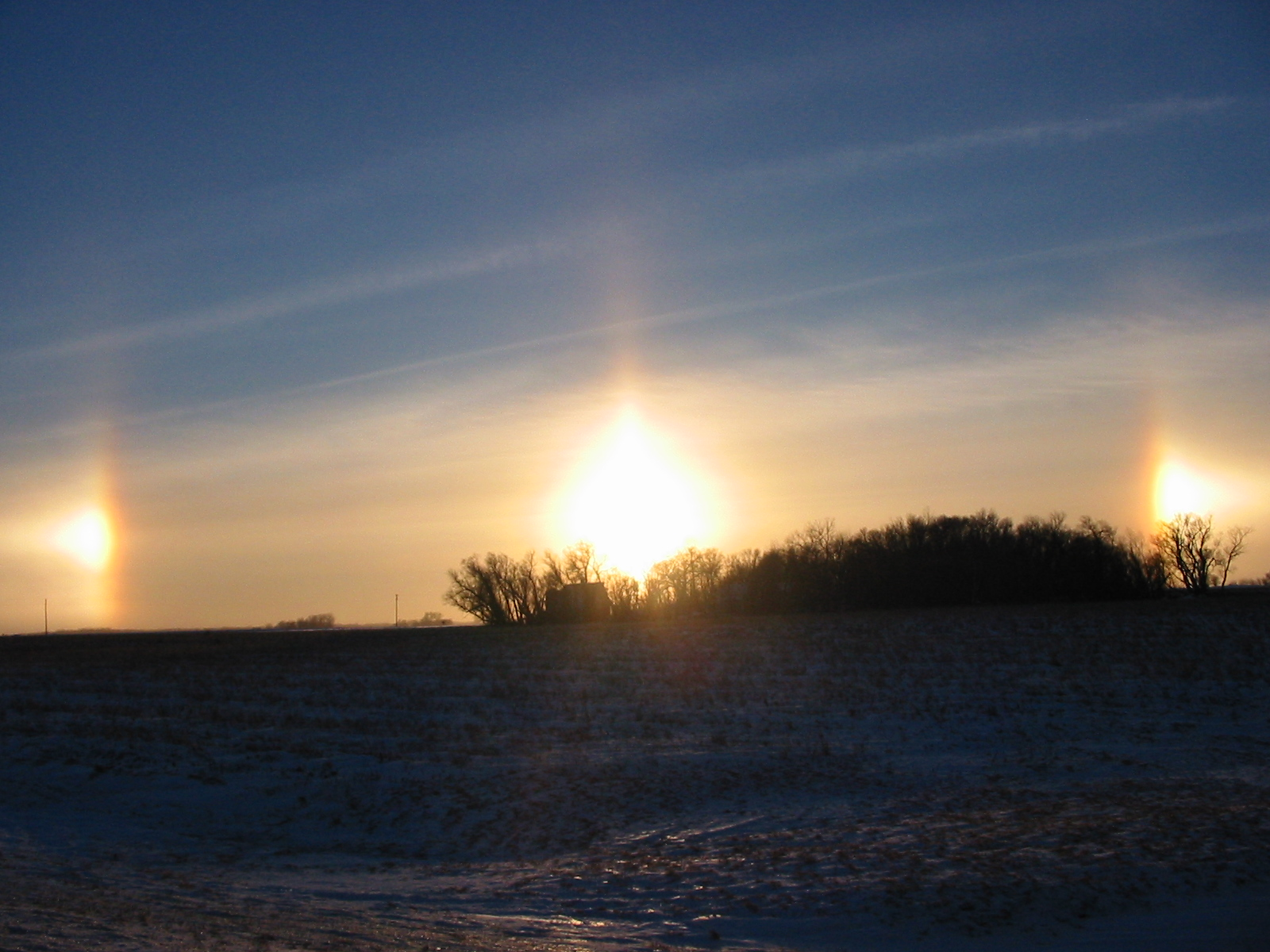
Parelio su entrambi i lati del Sole, in un tramonto nel Minnesota. Da notare gli aloni a forma d'arco passanti per ognuna delle immagini pareliche.

I cristalli di ghiaccio tendono a cadere nell'aria in una posizione tale che il loro asse maggiore sia allineato in direzione orizzontale, e per questo sono visibili nelle tracce rilevate da un radar meteorologico polarimetrico con valori aumentati (e positivi) di riflettanza differenziale.
L'elettrificazione dei cristalli di ghiaccio può indurre allineamenti diversi dall'orizzontale. I cristalli elettricamente carichi, inoltre, sono anche più facili da rilevare dai radar meteorologici polarimetrici.

### Fenomeni ottici e atmosferici

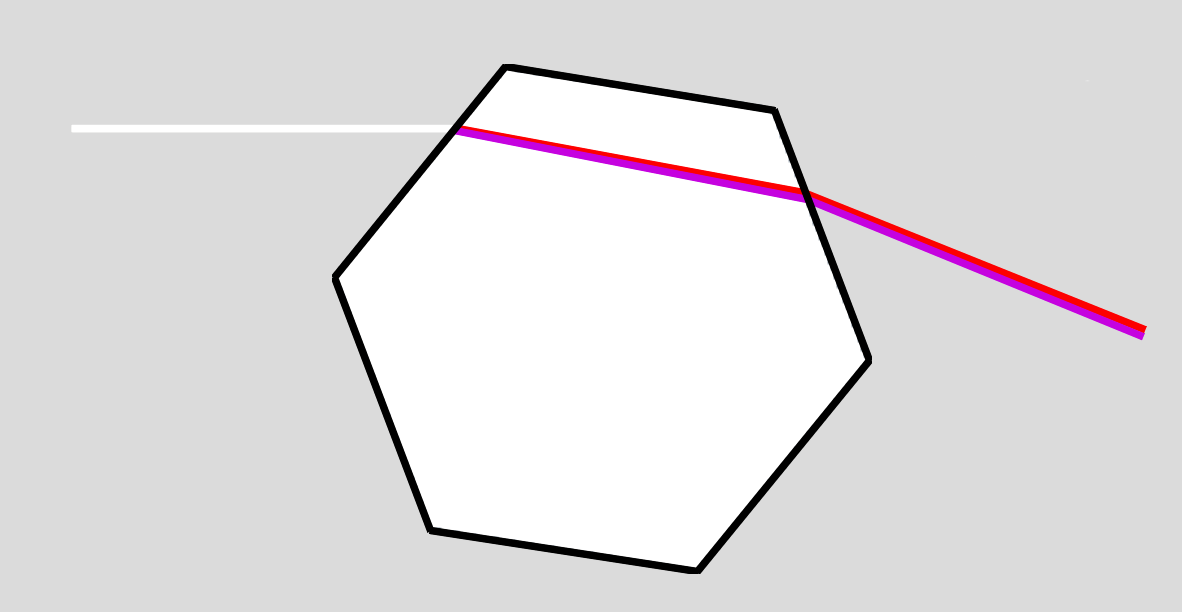
Percorso della luce in un prisma esagonale, con l'angolo ottimale per una deviazione minima

I cristalli di ghiaccio sospesi in atmosfera possono rendersi visibili per effetto dell'interazione con la luce. Queste interazioni sono responsabili di vari effetti ottici atmosferici.
Le nuvole di ghiaccio sono composte di minuscoli frammenti cristallini di ghiaccio: tra queste formazioni atmosferiche, le più notevoli sono i cirri e la nebbia ghiacciata. Il lieve imbiancamento che, in un cielo terso e blu, si osserva a causa dei cristalli di ghiaccio dispersi nella troposfera può essere il segno che si sta avvicinando un fronte meteorologico (e la pioggia), dal momento che aria umida è trasportata a quote alte ed è congelata in cristalli di ghiaccio.

#### Aloni e altri fenomeni atmosferici

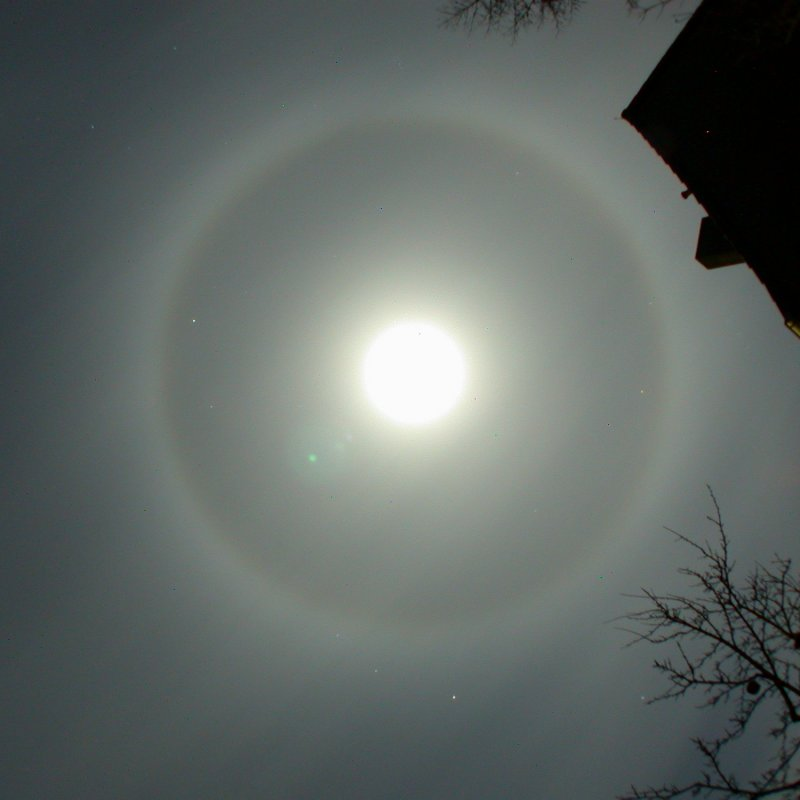
Alone lunare visibile in Germania il 25 dicembre 2004

Cristalli di ghiaccio finemente dispersi in atmosfera sono anche all'origine degli aloni atmosferici. Tra questi fenomeni ottici, il più frequente sono l'alone di 22° e il paraselenio. Più raro, invece, è l'alone di 46°.

##### Alone di 22°
Un alone di 22° ha la forma di un cerchio che si estende attorno al Sole o, raramente, attorno alla Luna. L'alone è determinato dalla rifrazione della luce solare (o lunare) al passaggio attraverso miriadi di cristalli di ghiaccio esagonali sospesi nell'atmosfera con orientamento casuale.
Quando il raggio di luce che attraversa i due lati del prisma forma un angolo di 60°, l'angolo della deviazione minima è quasi 22° (ad esempio 21,84° in media; 21,54° nella lunghezza d'onda del rosso e 22,37° per il blu). Questa variabilità in base alle diverse frequenze ottiche provoca una colorazione variabile: rossastra nel cerchio interno, bluastra in quello esterno.
La luce che attraversa i prismi esagonali di ghiaccio viene deflessa due volte; ciò provoca degli angoli di deviazione che vanno da 22° a 50°. Deviazioni più piccole portano ad un alone più luminoso nel bordo interno del cerchio, mentre deviazioni più grandi contribuiscono alla più debole parte esterna dell'alone. Poiché per angoli sotto i 22° la luce non viene rifratta, il cielo è più scuro all'interno dell'alone.

##### Alone di 46°
L'alone di 46° è un evento molto più raro nella famiglia dei fenomeni ottici di alone. Assume la forma di un grande anello centrato sul Sole a circa il doppio della distanza del più comune alone di 22°. Ha una colorazione cangiante, che va dal rossiccio del bordo interno al bluastro del bordo esterno.
La causa del fenomeno è stata individuata per la prima volta nella rifrazione nei cristalli di ghiaccio nel 1679, grazie al fisico francese Edme Mariotte (1620–1684).
La luce attraversa il prisma a 90° formato da una faccia laterale e dalla base prisma esagonale del cristallo di ghiaccio e la minima deviazione angolare di un tale prisma di ghiaccio è circa 46°.

## Cristalli di ghiaccio nella criopreservazione

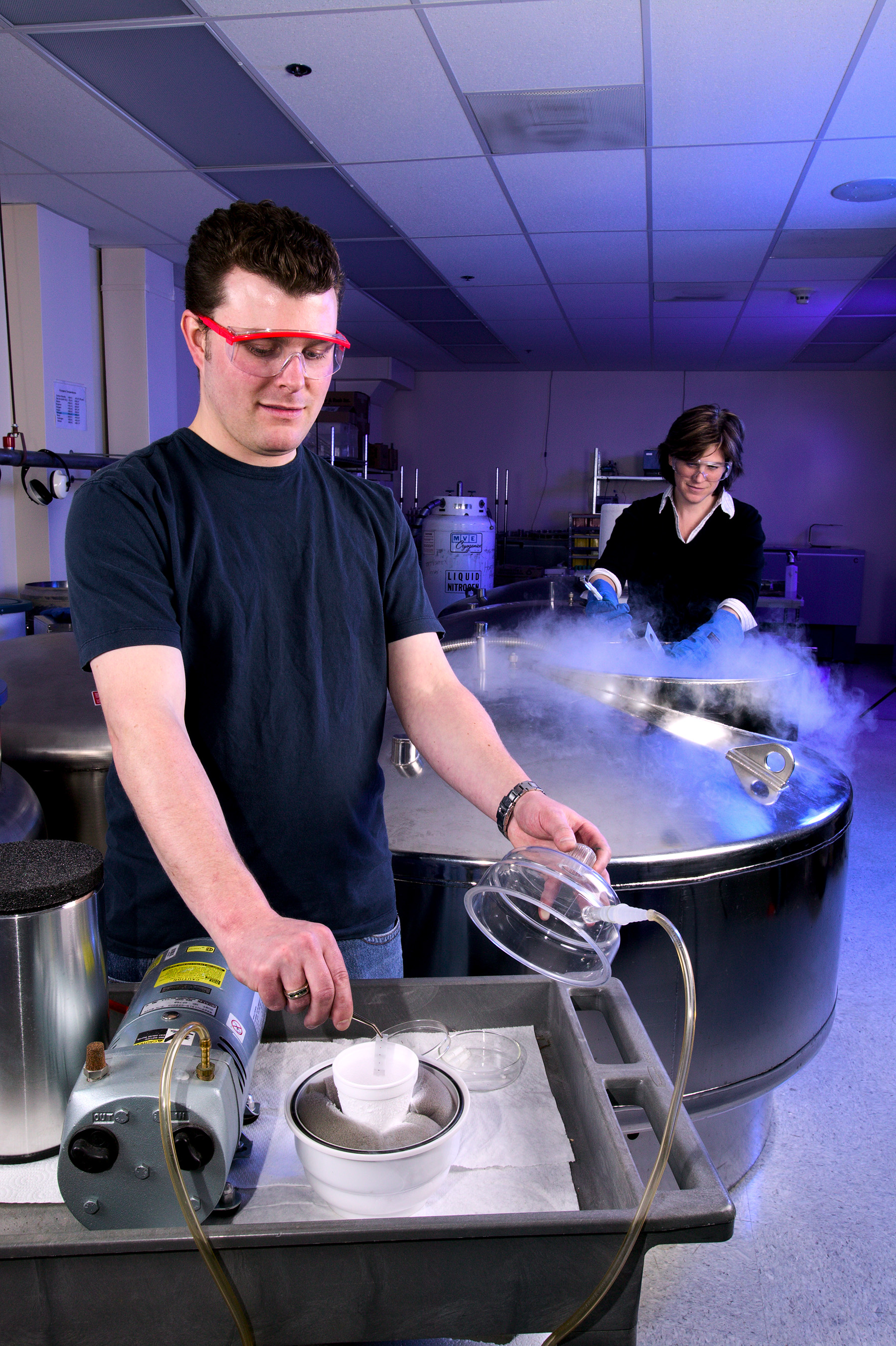
Criopreservazione di germogli vegetali in azoto liquido.

Il processo di cristallizzazione ha effetti negativi nelle tecniche di laboratorio per la conservazione a lungo termine di tessuti biologici (e, in generale, di materiali organici più o meno complessi, di origine sia animale sia vegetale), alle bassissime temperature dell'azoto liquido o dei suoi vapori,  in quanto sia nella fase di raffreddamento, sia in quella di riscaldamento, la formazione o l'accrescimento di cristalli di ghiaccio di dimensioni significative può alterare o compromettere la funzionalità di strutture e organuli intra-cellulari, o addirittura danneggiare l'integrità.
Per ovviare a questi gravi inconvenienti, nel tempo sono stati sviluppate apposite tecniche, confluite in rigorosi protocolli standard, la cui osservanza permette di garantire la salvaguardia a lunghissimo termine delle strutture vitali dei tessuti e dei campioni organici da preservare.
D'altro canto, prosegue la ricerca di nuove tecniche e procedure che garantiscano il successo nella conservazione anche di campioni e tessuti di maggiori dimensioni, nella speranza di poter giungere alla preservazione di interi organi.